# 26 martie
ianuarie • februarie • martie  • aprilie  • mai  • iunie  • iulie  • august  • septembrie  • octombrie  • noiembrie  • decembrie
26 martie este a 85-a zi a calendarului gregorian și ziua a 86-a în anii bisecți. Mai sunt 280 de zile până la sfârșitul anului.

## Evenimente

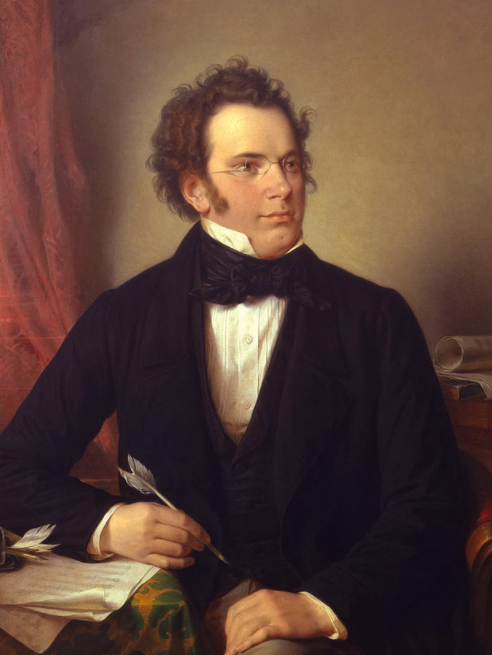
1828: Compozitorul austriac Franz Schubert susține primul și singurul său concert public în incinta Gesellschaft der Musikfreunde din Viena.

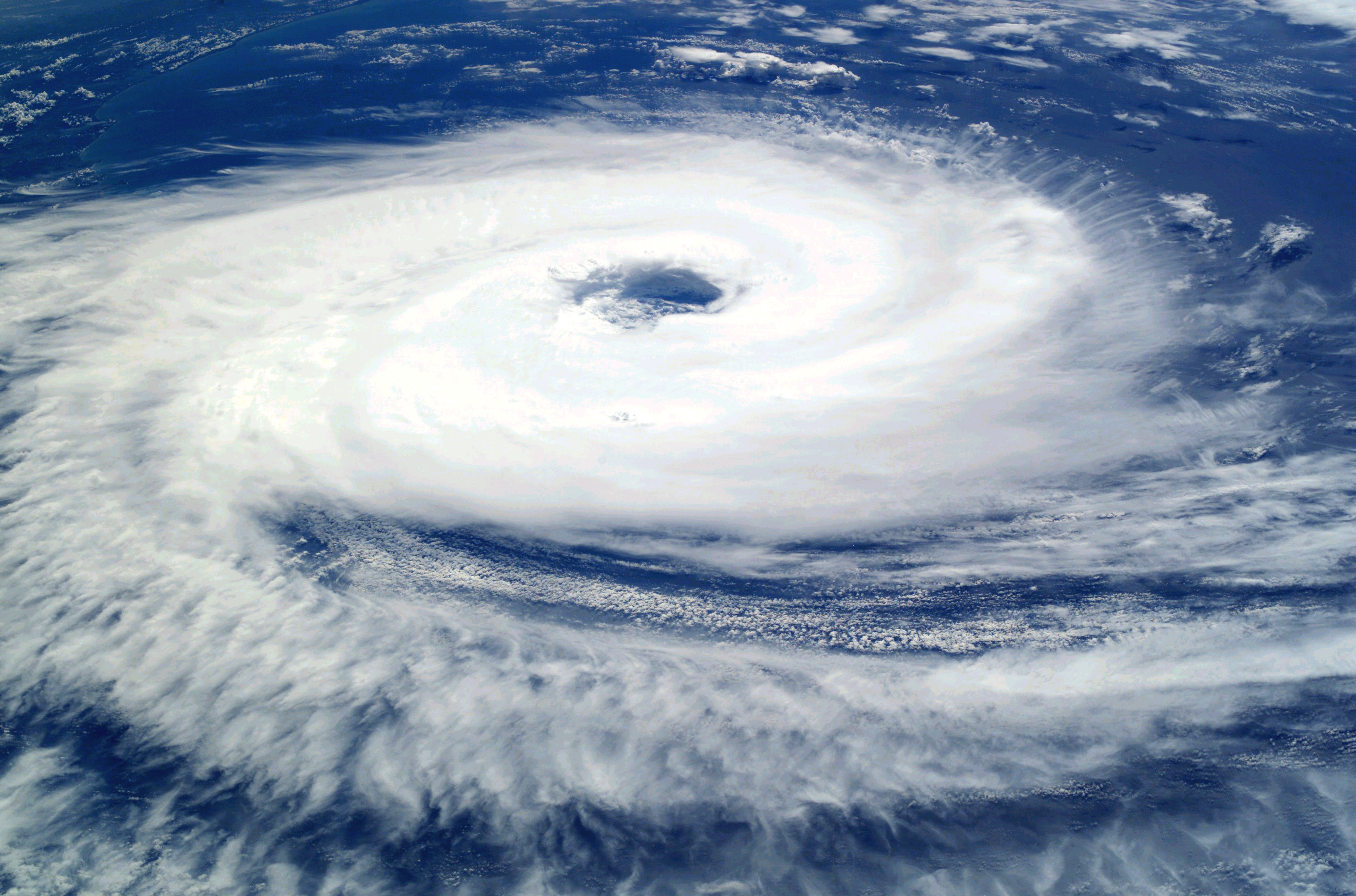
2004: Ciclonul Catrina văzut de pe ISS la 26 martie

- 1642: Filosoful englez Thomas Hobbes, partizan al Stuartilor și refugiat în Franța din 1640, a publicat cartea „Du citoyen”/”Despre cetatean”.
- 1808: Carol al IV-lea al Spaniei a abdicat în favoarea fiului său, Ferdinand al VII-lea.
- 1812: Un cutremur a distrus Caracas, Venezuela. Aproximativ 12.000 de oameni și-au pierdut viața în catastrofă, despre care a raportat și Alexander von Humboldt.
- 1828: Compozitorul austriac Franz Schubert susține primul și singurul său concert public în incinta Gesellschaft der Musikfreunde din Viena. Va muri opt luni mai târziu, la vârsta de 31 de ani, cauza atribuită oficial fiind febra tifoidă, dar considerată de unii istorici a fi sifilis.
- 1881: Domnitorul Carol I al Principatelor Române a fost proclamat primul rege al României.
- 1895: A apărut, la București, până la 18 martie 1901, revista umoristică „Moș Teacă”, editată de Anton Bacalbașa.
- 1926: Polonia și România au format o alianță.
- 1942: Al doilea război mondial: În Polonia, la Auschwitz au ajuns primele prizoniere femei.
- 1945: S-a încheiat bătălia de la Iwo Jima; pierderile japonezilor au fost de 22.000 de soldați, iar cele ale armatei SUA au fost de 4.500.
- 1953: Primul vaccin contra poliomielitei a fost pus la punct în Statele Unite de Dr. Jonas Salk.
- 1971: Pakistanul de Est și-a proclamat independența, adoptând totodată numele de Bangladesh.
- 1980: Este fondată Arianespace, prima companie spațială comercială din lume, pentru a comercializa rachetele europene Ariane.[1]
- 1987: A fost semnată, la Beijing, declarația comună chino-portugheză, prin care se stipula ca teritoriul Macao să fie retrocedat Chinei cu începere de la 20 dec. 1999; astăzi insula este Regiunea Administrativă Macao.
- 1995: Intră în vigoare Acordul Schengen pentru primele șapte țări UE, conform căruia țările semnatare se abțin de la controlul circulației mărfurilor și persoanelor la frontierele lor comune.
- 2000:  La alegerile prezidențiale din Rusia, președintele în exercițiu Vladimir Putin este ales președinte din primul tur de scrutin cu 52,9% din voturile exprimate.
- 2003: China a recunoscut că a disimulat epidemia de pneumonie atipică.
- 2007: La București, la Palatul Bragadiru, are loc prima ediție a Premiilor Gopo. Gala urmează să se desfășoare anual după un model inspirat de cel al țărilor recunoscute pentru cinematografii puternice, precum Franța (Premiile Cesar), Marea Britanie (Premiile BAFTA), Spania (Premiile Goya) sau Suedia (Premiile Guldgagge).
- 2015: Zborul 9525 al Germanwings: Procurorii francezi declară că dovezile susțin concluzia că Andreas Lubitz, copilotul german, a prăbușit în mod deliberat avionul.[2]
- 2015: Richard al III-lea, ultimul rege Plantagenet, care a murit în război acum 500 de ani, a fost exhumat și înmormântat la catedrala din Leicester, în cadrul unei ceremonii funebre grandioase.

## Nașteri
- 1516: Conrad Gesner, naturalist elvețian, supranumit "părintele istoriei naturale" (d. 1565)
- 1683: Mark Catesby, naturalist englez (d. 1749)
- 1698: Václav Prokop Diviš, teolog ceh și om de știință naturală (d. 1765)
- 1811: Prosper Marilhat, pictor orientalist francez (d. 1847)
- 1826: Elisabeta de Saxa-Altenburg, Mare Ducesă de Oldenburg (d. 1936)
- 1859: Alfred Edward Housman, poet englez (d. 1936)
- 1868: Regele Fuad I al Egiptului (d. 1936)

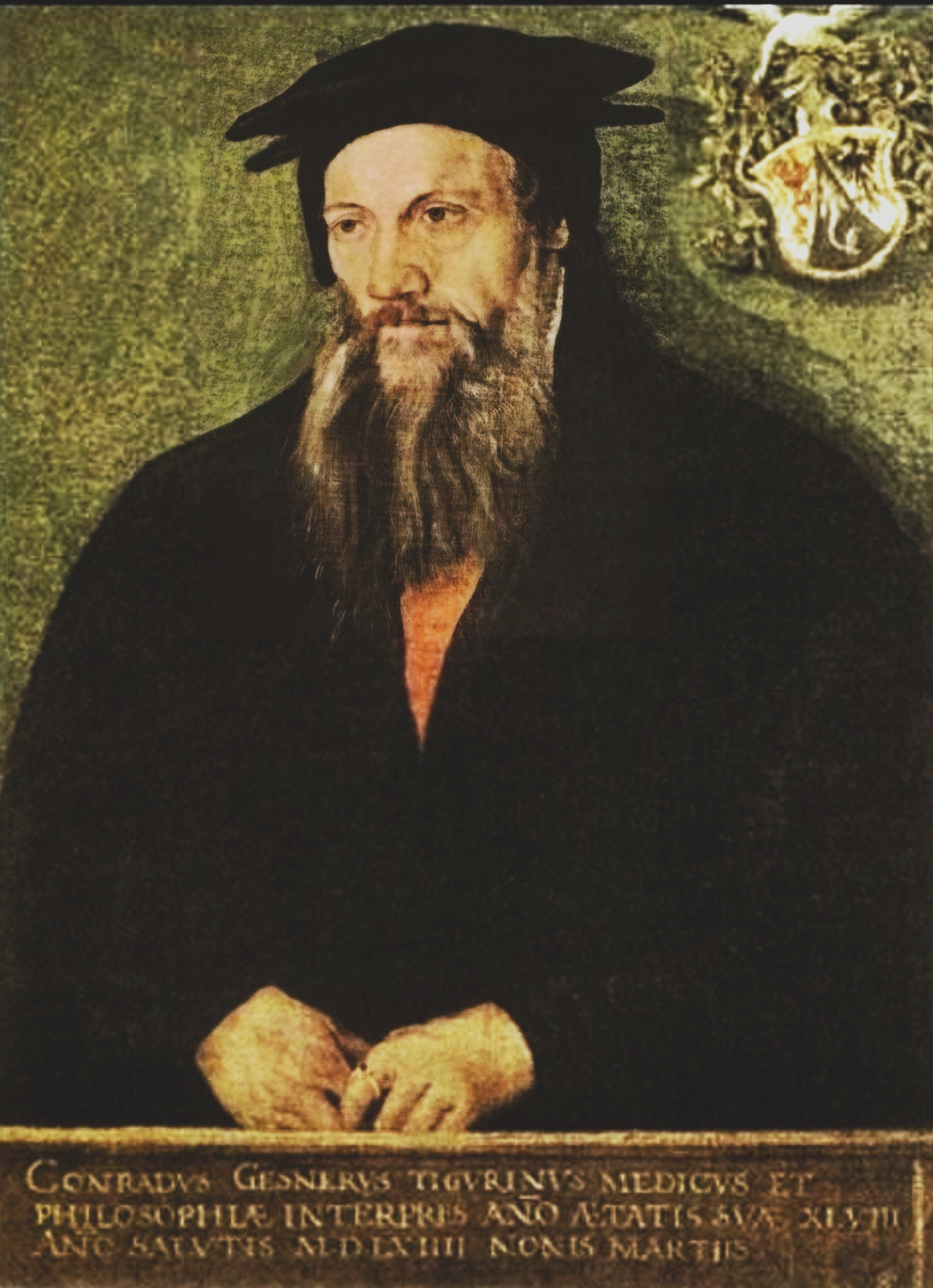
Conrad Gesner, naturalist elvețian
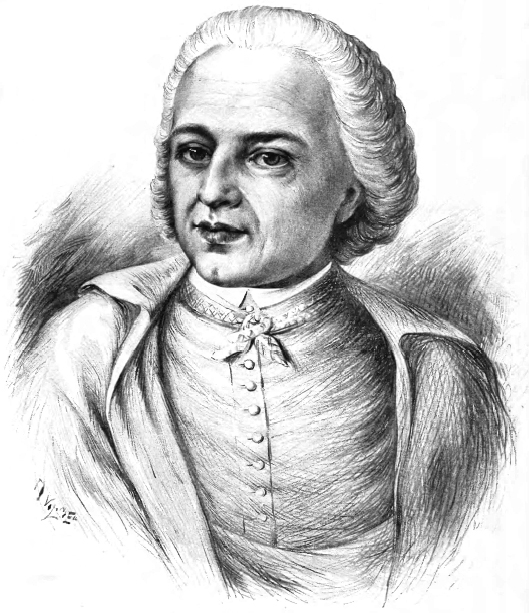
Václav Prokop Diviš, teolog ceh, om de știință naturală
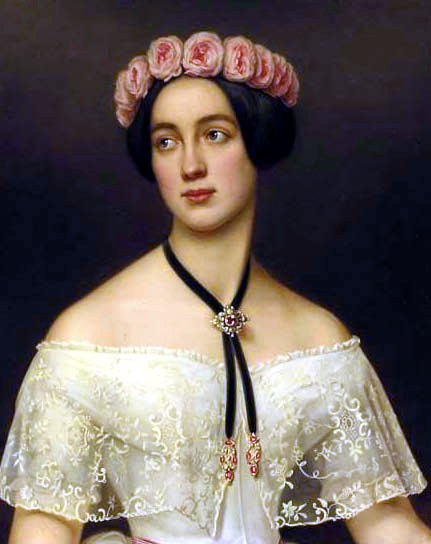
Elisabeta de Saxa-Altenburg, Mare Ducesă de Oldenburg

- 1874: Robert Frost, poet american (d. 1963)
- 1875: Max Abraham, fizician german (d. 1922)
- 1876: Prințul Wilhelm de Wied (d. 1945)
- 1884: Wilhelm Backhaus, pianist german (d. 1969)
- 1886: Luigi Amoroso, economist italian (d. 1965)
- 1891: Felix Aderca, prozator, romancier, poet, dramaturg, estetician, eseist și critic literar român (d. 1962)
- 1894: Viorica Ursuleac, soprană română (d. 1985)
- 1904: Joseph Campbell, scriitor și antropolog american (d. 1987)
- 1905: Viktor Frankl, neurolog și psihiatru austriac (d. 1997)
- 1911: Tennessee Williams, dramaturg american (d. 1983)
- 1913: Paul Erdős, matematician maghiar (d. 1996)
- 1926: Cornel Drăgușin, antrenor român de fotbal (d. 2021)
- 1931: Mircea Ivănescu, poet și traducător român (d. 2011)

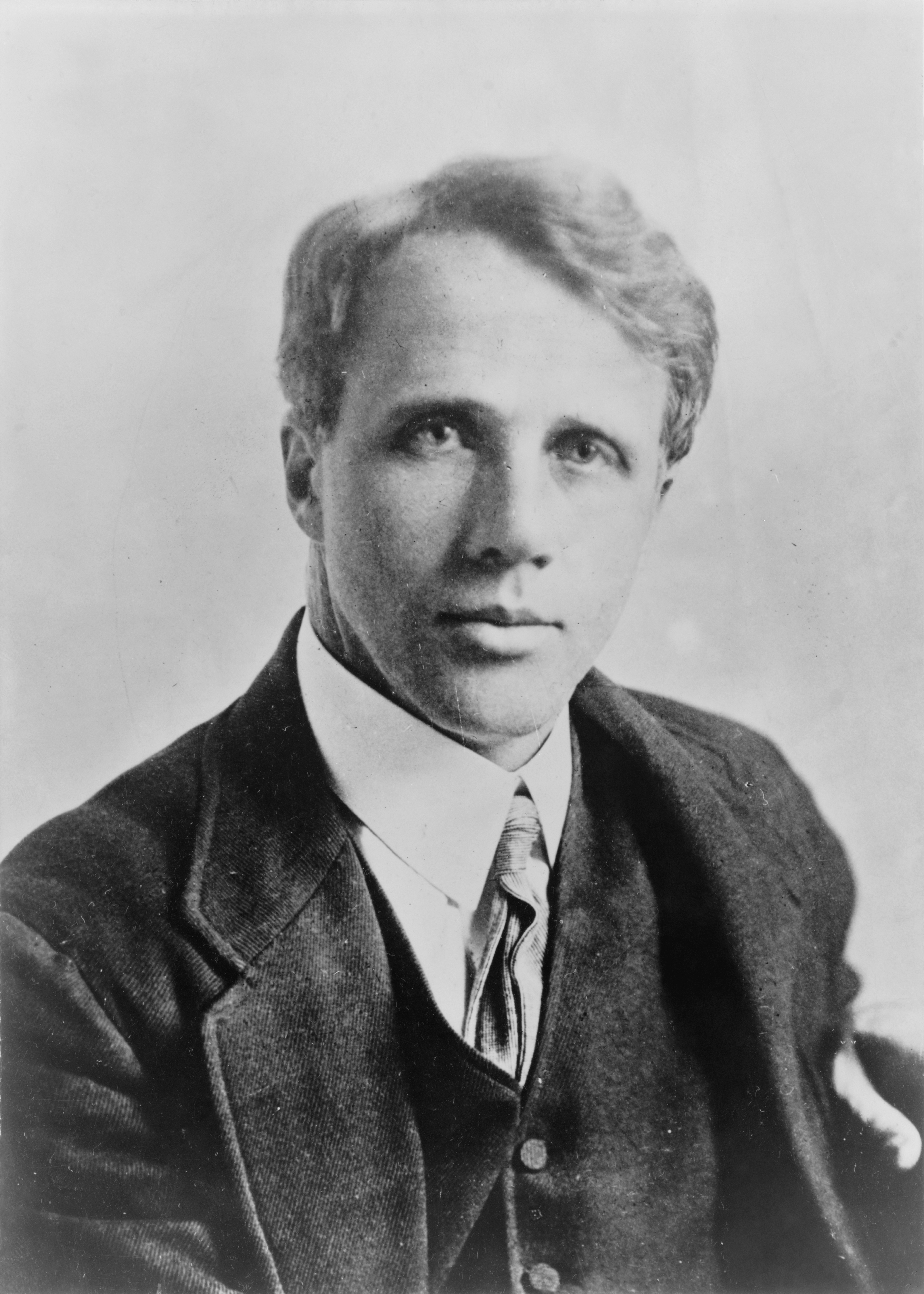
Robert Frost, poet american
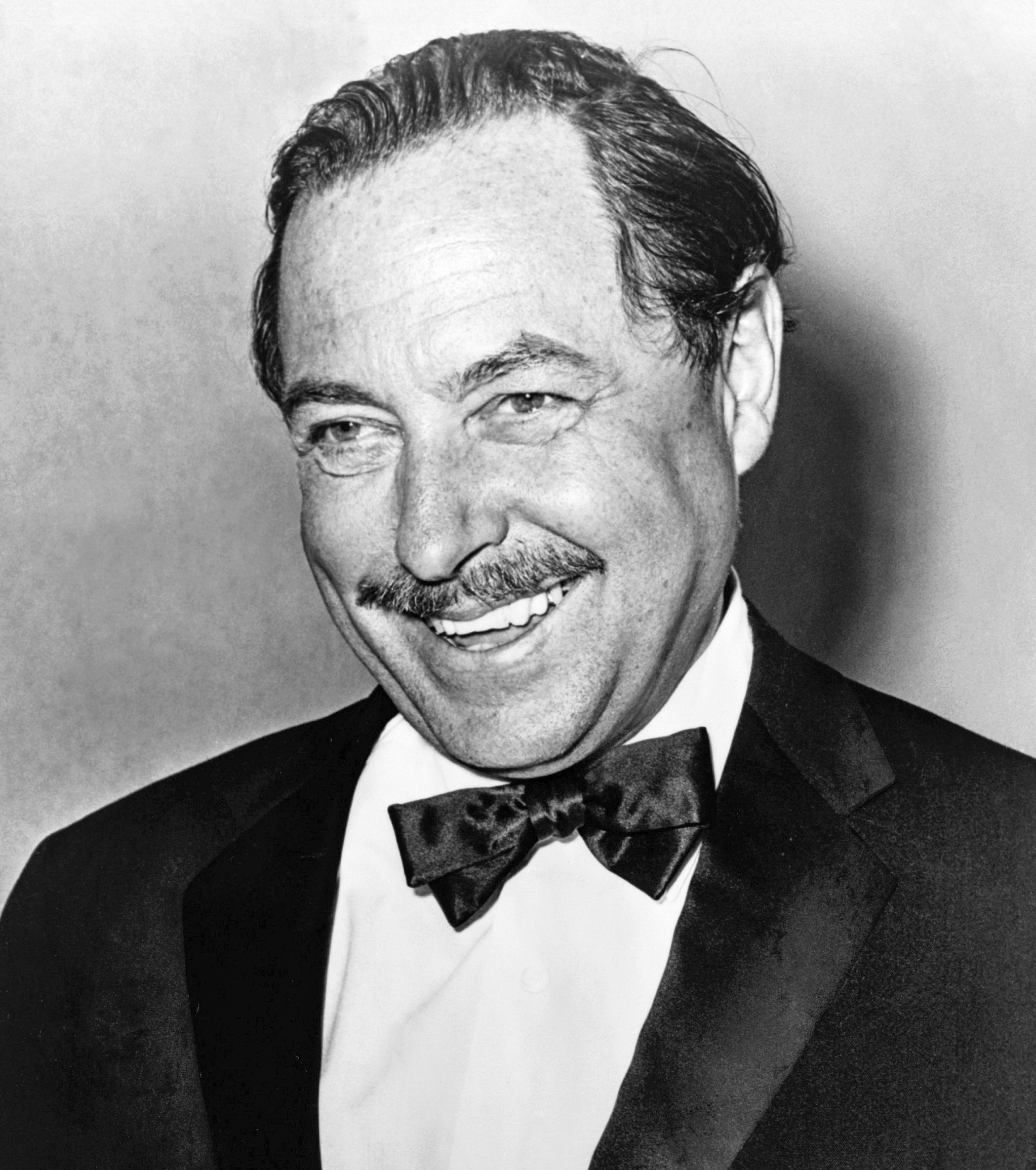
Tennessee Williams, dramaturg american
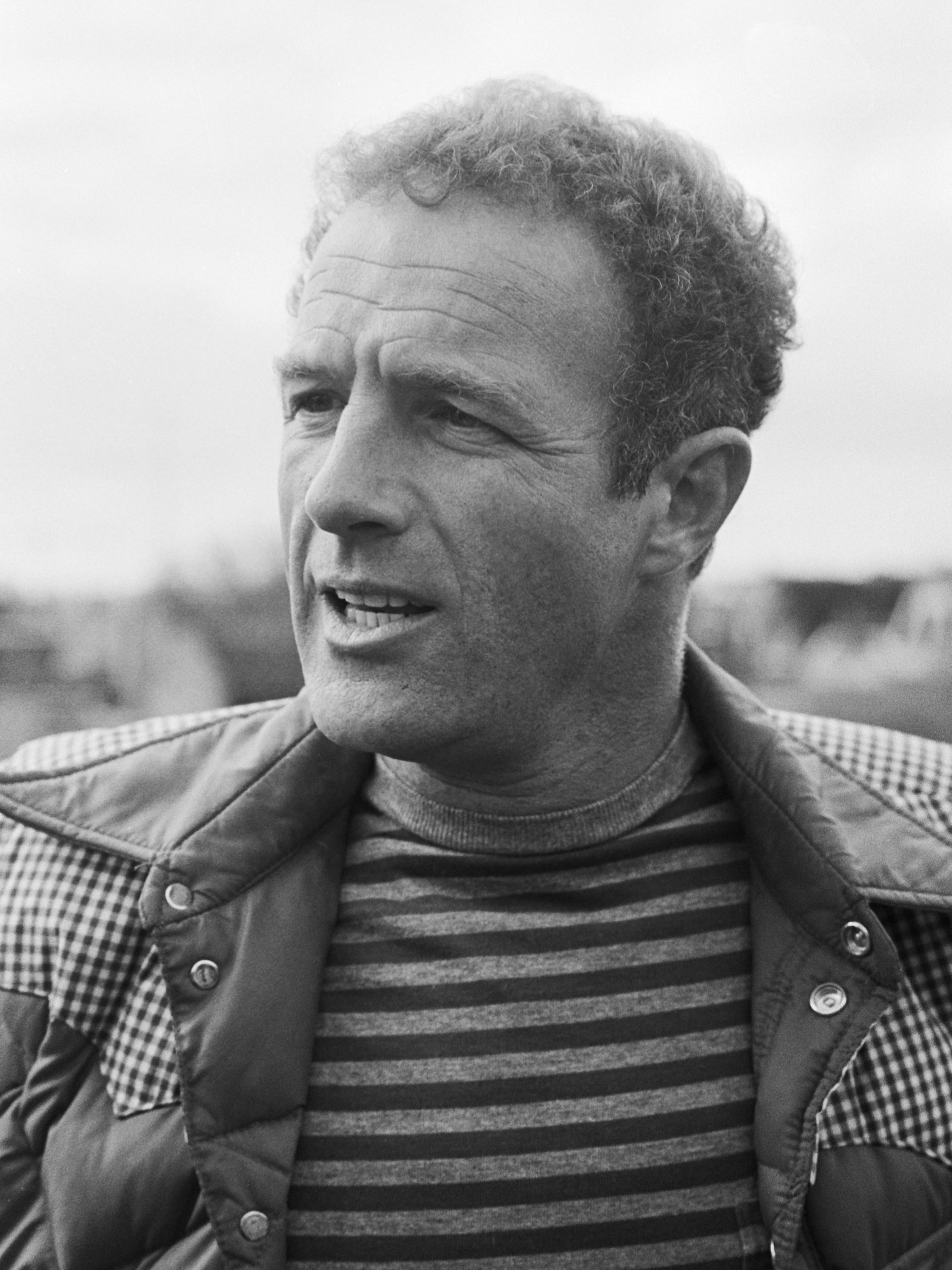
James Caan, actor american

- 1931: Leonard Nimoy, actor, director, poet, fotograf și muzician american (d. 2015)
- 1932: Ion Nicodim, artist plastic român (d. 2007)
- 1934: Alan Arkin, actor american (d. 2023)
- 1934: Akemi Negishi, actriță japoneză (d. 2008)
- 1938: Anthony Leggett, fizician englez
- 1940: James Caan, actor american (d. 2022)
- 1944: Diana Ross, cântăreață americană
- 1945: Patrick Suskind, prozator, dramaturg, scenarist elvețian
- 1948: Steven Tyler, muzician american, solistul trupei Aerosmith
- 1949: Principesa Margareta a României, fiica regelui Mihai I al României
- 1951: Carl Wieman, fizician american
- 1951: Costică Ștefănescu, fotbalist român (d. 2013)
- 1953: Christopher Fowler, scriitor britanic (d. 2023)
- 1953: Gheorghe Lixandru, sportiv român (bob)

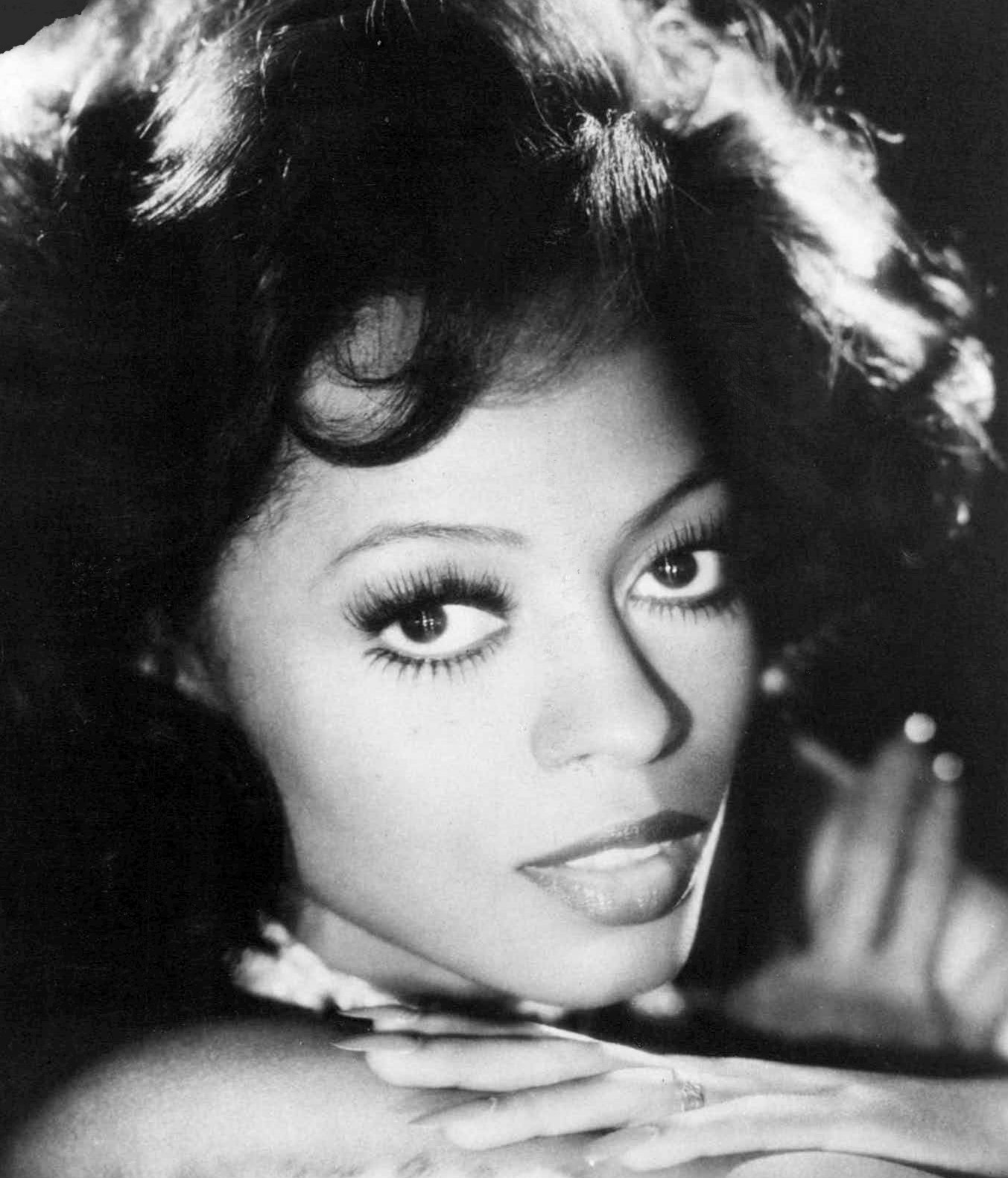
Diana Ross, cântăreață americană
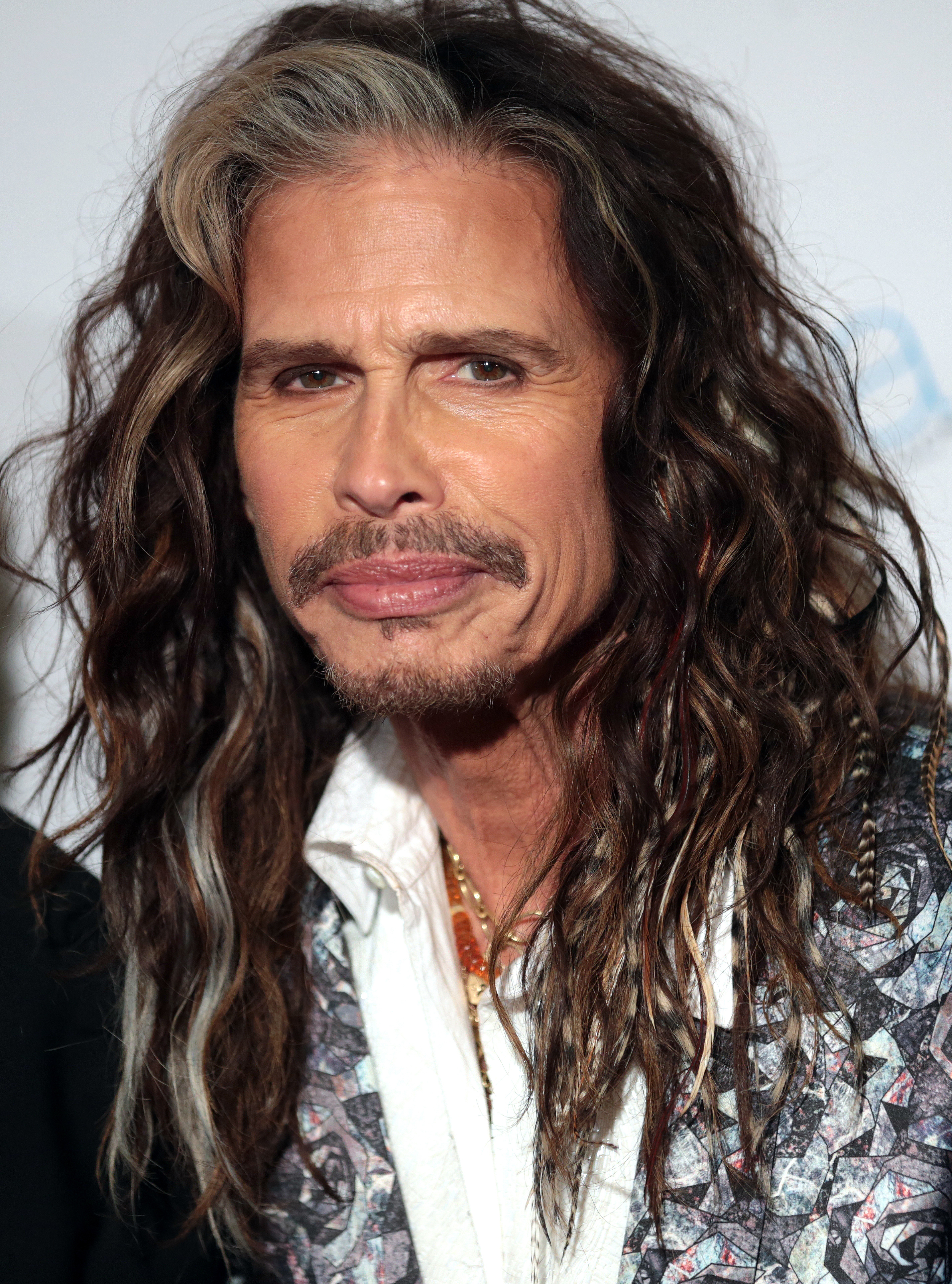
Steven Tyler, muzician american
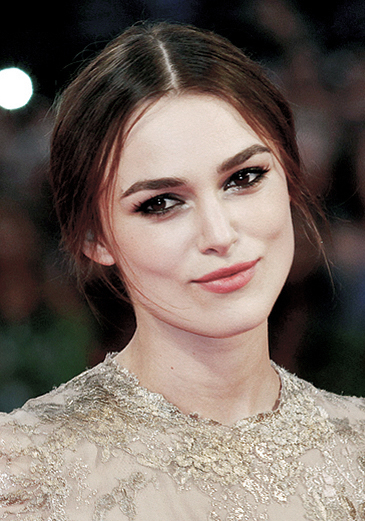
Keira Knightley, actriță americană

- 1954: László Borbély, politician român de etnie maghiară
- 1962: Călin Georgescu, politician român
- 1956: Nelu Pujină, politician român
- 1966: Michael Imperioli, actor american
- 1969: Ovidiu Liviu Donțu, politician român
- 1970: Ion-Andrei Gherasim, politician român
- 1971: Liviu Ciobotariu, fotbalist și antrenor român
- 1973: Obuf Cătălin Ovidiu Buhăianu, politician român
- 1973: Lawrence E. Page (Larry Page), informatician american, cofondator al societății Google.
- 1974: Irina Spîrlea, jucătoare română de tenis
- 1978: Uzzi (Alin Adrian Demeter), rapper român (B.U.G. Mafia)
- 1978: Sandra Romain, actriță de filme pentru adulți
- 1979: Nicolae Bănicioiu, politician român
- 1981: Jay Sean, cântăreț, cantautor, producător de discuri și aranjator britanic
- 1985: Keira Knightley, actriță americană
- 1985: Stéphane Séjourné, politician francez

## Decese
- 1130: Sigurd I al Norvegiei (n. 1090)
- 1212: Regele Sancho I al Portugaliei (n. 1154)
- 1675: Ernest I, Duce de Saxa-Gotha (n. 1601)
- 1780: Karl I, Duce de Brunswick-Wolfenbüttel (n. 1713)
- 1797: James Hutton, geolog scoțian (n. 1726)
- 1814: Joseph-Ignace Guillotin, medic, revoluționar francez după care a fost numită ghilotina (n. 1738)
- 1827: Ludwig van Beethoven, compozitor german (n. 1770)
- 1882: Eugène Battaille, pictor francez (n. 1817)
- 1892: Walt Whitman, poet american (n. 1819)
- 1901: Jean-Charles Cazin, pictor francez (n. 1841)
- 1902: Cecil Rhodes, unul dintre părinții fondatori ai Imperiului Britanic (n. 1853)
- 1906: Prințesa Alexandrine a Prusiei, soția ducelui Wilhelm de Mecklenburg-Schwerin (n. 1842)
- 1910: Auguste Charlois, astronom francez (n. 1864)

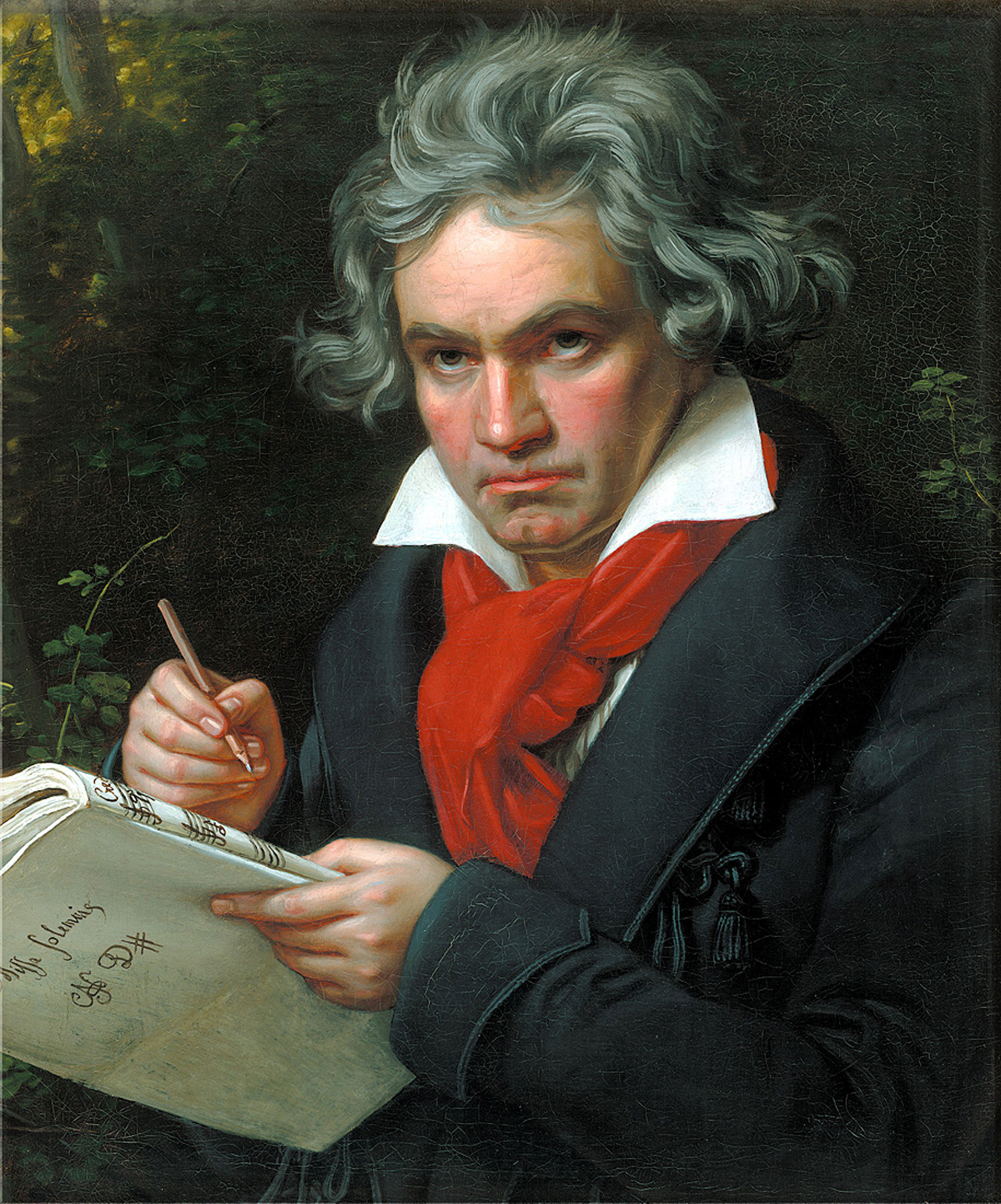
Ludwig van Beethoven, compozitor german
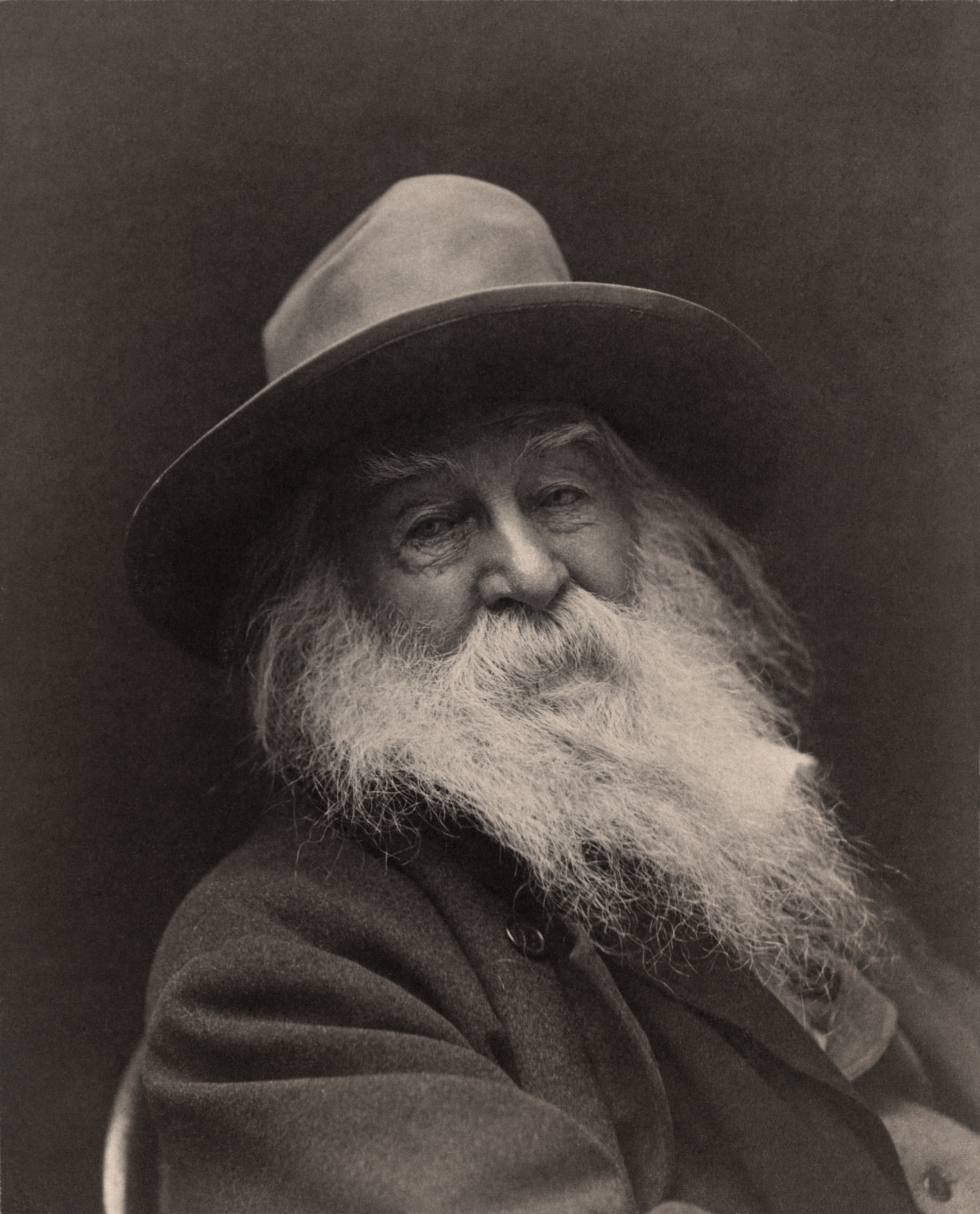
Walt Whitman, poet american
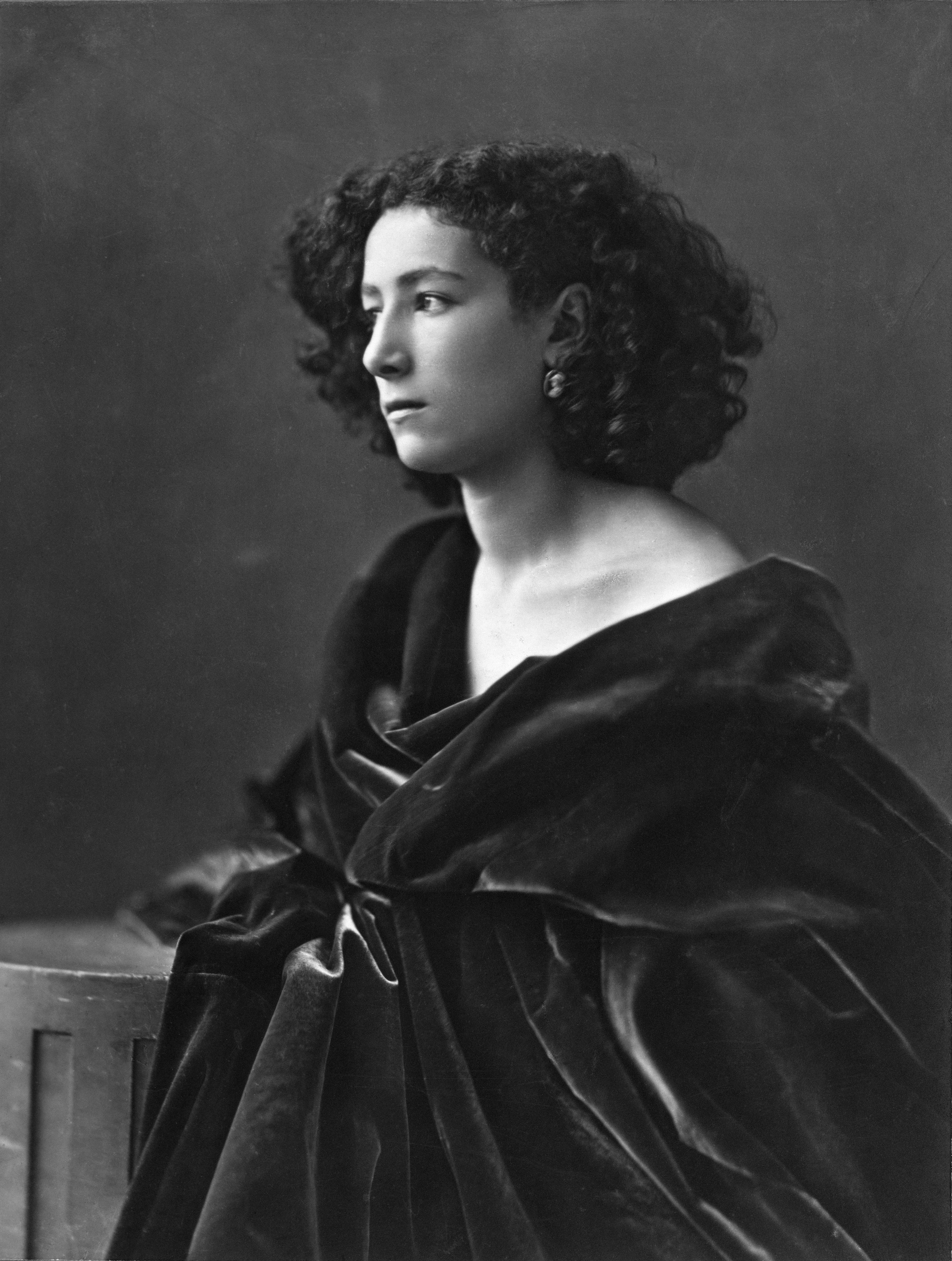
Sarah Bernhardt, actriță franceză

- 1913: Panait Cerna, poet român (n. 1881)
- 1920: Luís de Orléans-Braganza (n. 1878)
- 1923: Sarah Bernhardt, actriță franceză (n. 1844)
- 1934: Alfredo Acton, amiral italian (n. 1867)
- 1945: David Lloyd George, prim-ministru al Regatului Unit (n. 1863)
- 1946: Alexandru Zirra, compozitor român (n. 1883)
- 1946: Arthur Verona, pictor român (n. 1867)
- 1959: Raymond Chandler, scriitor american (n. 1888)
- 1977: Justinian Marina, patriarh al Bisericii Ortodoxe Române (n. 1901)
- 1980: Roland Barthes, eseist, critic, semiotician francez (n. 1915)
- 1987: Henrieta Delavrancea, arhitectă română, fiica scriitorului  Barbu Ștefănescu Delavrancea (n. 1897)
- 1994: Wilhelm Kirschner, handbalist român de etnie germană (n. 1911)
- 1995: Eazy-E, solist si fondator al formatiei de hip-hop N.W.A. (n. 1964)
- 2011: Ioan Grigorescu, scriitor, publicist, regizor și scenarist român (n. 1930)
- 2015: Tomas Tranströmer, poet, traducător și psiholog suedez, laureat Nobel (n. 1931)
- 2020: Constantin Drăgănescu, actor român (n. 1936)
- 2021: Cornelia Catangă, interpretă de muzică lăutărească din România (n. 1958)

## Tematică
- Bangladesh: Ziua Independenței (1971)
- Ziua Mondiala a Epilepsiei
- 2011: A șasea zi internațională a Săptămânii de solidaritate cu popoarele în lupta contra rasismului și discriminării rasiale (21-27 martie)[3]. Această săptămână comemorează o represiune polițistă sângeroasă la Sharpeville, Africa de Sud, în 1960.

## Sărbători religioase
- România: prăznuirea Soborului arhanghelului Gavriil